# Clasificación para la Copa Mundial de Fútbol de 1950
Para la Copa Mundial de Fútbol de 1950, disputada en Brasil, se inscribieron treinta y cuatro selecciones para un total de dieciséis cupos. Los campeones del torneo previo (en este caso, Italia) y el equipo local (Brasil) clasificaron automáticamente, por lo que en las clasificatorias se disputaron catorce cupos directos al evento principal.
Los equipos fueron divididos en 10 grupos, repartidos de acuerdo a criterios geográficos:
- Europa y África (grupos 1 al 6): 7 cupos y 18 equipos, incluyendo Israel y Siria.
- Sudamérica (grupos 7 y 8): 4 cupos y 7 equipos.
- Norteamérica y el Caribe (grupo 9): 2 cupos y 3 equipos.
- Asia y Oceanía (grupo 10): 1 cupo y 4 equipos.

Tras la clasificación, los seleccionados de Escocia, Turquía e India se negaron a participar, por lo que el evento fue realizado solo con trece participantes.

## Europa

### Grupo 1
El grupo 1 (en el que participaron por primera vez los 4 equipos del Reino Unido) correspondió al Campeonato Internacional Británico de 1949-1950.
| Pos. | Equipo          | Pts. | PJ | G | E | P | GF | GC | Dif. | Clasificación |
| ---- | --------------- | ---- | -- | - | - | - | -- | -- | ---- | ------------- |
| 1    | Inglaterra      | 9    | 3  | 3 | 0 | 0 | 14 | 3  | +11  | Clasificado   |
| 2    | Escocia         | 6    | 3  | 2 | 0 | 1 | 10 | 3  | +7   | Clasificado   |
| 3=   | Gales           | 1    | 3  | 0 | 1 | 2 | 1  | 6  | −5   |               |
| 3=   | Isla de Irlanda | 1    | 3  | 0 | 1 | 2 | 4  | 17 | −13  |               |

 Fuente: 
| 1-10-1949 | Isla de Irlanda | 2-8     | Escocia                                                                        | Windsor Park, Belfast                                         |                                                               |
|           | Smyth 50' 59'   | Reporte | Morris 2' 70' 88' · Waddell 5' 31' (pen.) · Steel 23' · Reilly 24' · Mason 80' | Asistencia: 50 000 espectadores Árbitro(s): Reginald Mortimer | Asistencia: 50 000 espectadores Árbitro(s): Reginald Mortimer |

| 15-10-1949 | Gales         | 1-4     | Inglaterra                          | Ninian Park, Cardiff                                   |                                                        |
|            | Griffiths 80' | Reporte | Mortensen 22' · Milburn 29' 34' 66' | Asistencia: 61 079 espectadores Árbitro(s): Jack Mowat | Asistencia: 61 079 espectadores Árbitro(s): Jack Mowat |

| 9-11-1949 | Escocia                   | 2-0     | Gales | Hampden Park, Glasgow                                |                                                      |
|           | McPhail 25' · Linwood 78' | Reporte |       | Asistencia: 73 782 espectadores Árbitro(s): S.K. Law | Asistencia: 73 782 espectadores Árbitro(s): S.K. Law |

| 16-11-1949 | Inglaterra                                                                 | 9-2     | Isla de Irlanda         | Maine Road, Mánchester                                       |                                                              |
|            | Rowley 6' 47' 56' 58' · Froggatt 25' · Mortensen 35' 50' · Pearson 33' 68' | Reporte | Smyth 55' · Brennan 75' | Asistencia: 69 742 espectadores Árbitro(s): Mervyn Griffiths | Asistencia: 69 742 espectadores Árbitro(s): Mervyn Griffiths |

| 8-3-1950 | Gales | 0-0     | Isla de Irlanda | Racecourse Ground, Wrexham                                 |                                                            |
|          |       | Reporte |                 | Asistencia: 30 000 espectadores Árbitro(s): Reginald Leafe | Asistencia: 30 000 espectadores Árbitro(s): Reginald Leafe |

| 15-4-1950 | Escocia | 0-1     | Inglaterra  | Hampden Park, Glasgow                                       |                                                             |
|           |         | Reporte | Bentley 64' | Asistencia: 133 300 espectadores Árbitro(s): Reginald Leafe | Asistencia: 133 300 espectadores Árbitro(s): Reginald Leafe |

Aunque Inglaterra y Escocia obtuvieron el pase a la fase final del torneo, esta última anunció su retiro, pues había anunciado que solamente participaría si obtenía el primer lugar del grupo. Tras la deserción escocesa, la FIFA invitó a Francia y, aunque la aceptó en un primer momento, posteriormente la rechazó. Finalmente, la FIFA decidió anular ese cupo.
| Bandera de Inglaterra |
| Inglaterra            |

### Grupo 2
|  | Semifinales | Semifinales | Semifinales |         |  | Final | Final | Final |  |
|  |             |             |             |         |  |       |       |       |  |
|  |             |             |             |         |  |       |       |       |  |
|  | Turquía     | 7           |             |         |  |       |       |       |  |
|  | Turquía     | 7           |             |         |  |       |       |       |  |
|  | Siria       | 0           | w.o.        |         |  |       |       |       |  |
|  | Siria       | 0           | w.o.        | Turquía |  |       |       |       |  |
|  |             |             |             |         |  |       |       |       |  |
|  |             |             | Austria     | w.o.    |  |       |       |       |  |
|  |             |             | Austria     | w.o.    |  |       |       |       |  |
|  |             |             |             |         |  |       |       |       |  |
|  |             |             |             |         |  |       |       |       |  |
|  |             |             |             |         |  |       |       |       |  |
|  |             |             |             |         |  |       |       |       |  |

#### Primera ronda
| 20-11-1949 | Turquía                                                                        | 7-0 | Siria | Estadio Ankara 19 Mayis, Ankara |                           |
|            | Cansever 12' 16' 87' · Eken 44' · Kücükandonyadis 66' · Keskin 67' · Kilic 72' |     |       | Árbitro(s): Antonio Gamba       | Árbitro(s): Antonio Gamba |

Siria se retiró tras jugar su primer partido, por lo que Turquía avanzó a la ronda final del grupo. Sin embargo, su rival, Austria, también anunció su retiro, por lo que Turquía clasificaría de forma inmediata para el Mundial. Pero los turcos también anunciaron su retiro tras su clasificación. La FIFA ofreció el cupo a Portugal, que lo rechazó, y finalmente el cupo fue anulado.

### Grupo 3
|  | Semifinales | Semifinales | Semifinales |   |            | Final | Final | Final |  |
|  |             |             |             |   |            |       |       |       |  |
|  |             |             |             |   |            |       |       |       |  |
|  | Yugoslavia  | 6           | 5           |   |            |       |       |       |  |
|  | Yugoslavia  | 6           | 5           |   |            |       |       |       |  |
|  | Israel      | 0           | 2           |   |            |       |       |       |  |
|  | Israel      | 0           | 2           |   | Yugoslavia | 1     | 1     |       |  |
|  |             |             |             |   | Yugoslavia | 1     | 1     |       |  |
|  |             |             | Francia     | 1 | 1          |       |       |       |  |
|  |             |             | Francia     | 1 | 1          |       |       |       |  |
|  |             |             |             |   |            |       |       |       |  |
|  |             |             |             |   |            |       |       |       |  |
|  |             |             |             |   |            |       |       |       |  |
|  |             |             |             |   |            |       |       |       |  |

#### Primera ronda
| 21-8-1949 | Yugoslavia                                                              | 6-0     | Israel | JNA Stadion, Belgrado                                        |                                                              |
|           | Pajević 12' 19' 26' · Senčar 44' · Že. Čajkovski 63' · Bobek 83' (pen.) | Reporte |        | Asistencia: 35 000 espectadores Árbitro(s): Giovanni Galeati | Asistencia: 35 000 espectadores Árbitro(s): Giovanni Galeati |

| 18-9-1949 | Israel         | 2-5 (Global 2-11) | Yugoslavia                                                        | Maccabiah Stadium, Tel Aviv                                 |                                                             |
|           | Glazer 65' 76' | Reporte           | Valok 19' 64' · Bobek 20' · Zl. Čajkovski 41' · Že. Čajkovski 82' | Asistencia: 20 000 espectadores Árbitro(s): Yosef Kinstlich | Asistencia: 20 000 espectadores Árbitro(s): Yosef Kinstlich |

#### Ronda final
| 9-10-1949 | Yugoslavia        | 1-1     | Francia     | JNA Stadion, Belgrado                                          |                                                                |
|           | Že. Čajkovski 36' | Reporte | Baillot 55' | Asistencia: 50 000 espectadores Árbitro(s): Karel van der Meer | Asistencia: 50 000 espectadores Árbitro(s): Karel van der Meer |

| 30-10-1949 | Francia    | 1-1 (Global 2-2) | Yugoslavia | Estadio Olímpico de Colombes, París                          |                                                              |
|            | Baillot 8' | Reporte          | Bobek 44'  | Asistencia: 53 569 espectadores Árbitro(s): Giovanni Galeati | Asistencia: 53 569 espectadores Árbitro(s): Giovanni Galeati |

#### Desempate
Francia y Yugoslavia terminaron empatados 2-2 en el marcador global, por lo que jugaron un desempate en una sede neutral para definir al clasificado.
| 11-12-1949 | Yugoslavia                                      | 3-2 (t. s.) | Francia                  | Stadio Giovanni Berta, Florencia, Italia                     |                                                              |
|            | Mihajlović 12', 84' (pen.) · Že. Čajkovski 114' | Reporte     | Walter 13' · Luciano 83' | Asistencia: 25 000 espectadores Árbitro(s): Giovanni Galeati | Asistencia: 25 000 espectadores Árbitro(s): Giovanni Galeati |

| Bandera de Yugoslavia |
| Yugoslavia            |

### Grupo 4
|  | Semifinales | Semifinales | Semifinales |  |  | Final | Final | Final |  |
|  |             |             |             |  |  |       |       |       |  |
|  |             |             |             |  |  |       |       |       |  |
|  |             |             |             |  |  |       |       |       |  |
|  |             |             |             |  |  |       |       |       |  |
|  |             |             |             |  |  |       |       |       |  |
|  |             | Bélgica     | w.o.        |  |  |       |       |       |  |
|  |             |             |             |  |  |       |       |       |  |
|  |             |             | Suiza       |  |  |       |       |       |  |
|  | Suiza       | 5           | 3           |  |  |       |       |       |  |
|  | Suiza       | 5           | 3           |  |  |       |       |       |  |
|  | Luxemburgo  | 2           | 2           |  |  |       |       |       |  |
|  | Luxemburgo  | 2           | 2           |  |  |       |       |       |  |
|  |             |             |             |  |  |       |       |       |  |

#### Primera ronda
| 26-6-1949 | Suiza                                                      | 5-2     | Luxemburgo             | Hardturm, Zúrich                                              |                                                               |
|           | Maillard 20' · Fatton 30' 41' · Ballaman 48' · Antenen 59' | Reporte | Wagner 3' · Reuter 88' | Asistencia: 15 000 espectadores Árbitro(s): Charles Delasalle | Asistencia: 15 000 espectadores Árbitro(s): Charles Delasalle |

| 18-9-1949 | Luxemburgo             | 2-3 (Global 4-8) | Suiza                                      | Stade Municipal, Luxemburgo                              |                                                          |
|           | Muller 3' · Kremer 38' | Reporte          | Maillard 1' · Friedländer 59' · Fatton 75' | Asistencia: 3000 espectadores Árbitro(s): Pierre Theunen | Asistencia: 3000 espectadores Árbitro(s): Pierre Theunen |

#### Ronda final
Bélgica abandonó la eliminatoria, por lo que Suiza clasifica para el Mundial.
| Bandera de Suiza |
| Suiza            |

### Grupo 5
| Pos. | Equipo    | Pts. | PJ | G | E | P | GF | GC | Dif. | Clasificación |
| ---- | --------- | ---- | -- | - | - | - | -- | -- | ---- | ------------- |
| 1    | Suecia    | 6    | 2  | 2 | 0 | 0 | 6  | 2  | +4   | Clasificado   |
| 2    | Irlanda   | 4    | 4  | 1 | 1 | 2 | 6  | 7  | −1   |               |
| 3    | Finlandia | 1    | 2  | 0 | 1 | 1 | 1  | 4  | −3   |               |

 Fuente: 
| 2-6-1949 | Suecia                                           | 3-1     | Irlanda  | Estadio Råsunda, Estocolmo                              |                                                         |
|          | Anderson 17' (pen.) · Jeppson 37' · Liedholm 69' | Reporte | Walsh 9' | Asistencia: 38 000 espectadores Árbitro(s): Louis Baert | Asistencia: 38 000 espectadores Árbitro(s): Louis Baert |

| 8-9-1949 | Irlanda                           | 3-0     | Finlandia | Dalymount Park, Dublín                                  |                                                         |
|          | Gavin 35' · Martin 44' (pen.) 68' | Reporte |           | Asistencia: 22 479 espectadores Árbitro(s): W.H.E. Evan | Asistencia: 22 479 espectadores Árbitro(s): W.H.E. Evan |

| 2-10-1949 | Suecia                                                              | 8-1 (anulado) | Finlandia  | Malmö, Malmö |  |
| | Jönsson 7' 9' 17' · Rydell 24' 75' 83' · Palmér 41' · Jakobsson 89' | Reporte       | Vaihela 4' |              |  |
| La FIFA no incluyó el resultado en las posiciones finales del grupo. La RSSSF reporta que el partido fue con el equipo B de Suecia, y por eso no aparece incluido en las posiciones finales. |                                                                     |               |            |              |  |

| 9-10-1949 | Finlandia   | 1-1     | Irlanda     | Estadio Olímpico de Helsinki, Helsinki                       |                                                              |
|           | Vaihela 89' | Reporte | Farrell 65' | Asistencia: 13 000 espectadores Árbitro(s): Johan Bronkhorst | Asistencia: 13 000 espectadores Árbitro(s): Johan Bronkhorst |

| 13-11-1949 | Irlanda           | 1-3     | Suecia            | Dalymount Park, Dublín                                   |                                                          |
|            | Martin 61' (pen.) | Reporte | Palmér 4' 40' 68' | Asistencia: 41 031 espectadores Árbitro(s): William Ling | Asistencia: 41 031 espectadores Árbitro(s): William Ling |

Finlandia abandonó el torneo antes de que finalizara. Irlanda más adelante fue invitado a participar en Brasil 1950, pero declinó participar por los costos del viaje.
| Bandera de Suecia |
| Suecia            |

### Grupo 6
| Equipo 1 | Agr. | Equipo 2 | Ida | Vuelta |
| -------- | ---- | -------- | --- | ------ |
| España   | 7-3  | Portugal | 5-1 | 2-2    |

| 2-4-1950 | España                                                | 5-1     | Portugal    | Estadio Nuevo Chamartín, Madrid                            |                                                            |
|          | Zarra 11' 58' · Basora 13' · Panizo 15' · Molowny 65' | Reporte | Cabrita 36' | Asistencia: 80 000 espectadores Árbitro(s): Reginald Leafe | Asistencia: 80 000 espectadores Árbitro(s): Reginald Leafe |

| 9-4-1950 | Portugal                    | 2-2 (Global 3-7) | España                 | Jamor, Lisboa                                          |                                                        |
|          | Travassos 51' · Correia 53' | Reporte          | Zarra 24' · Gaínza 82' | Asistencia: 30 000 espectadores Árbitro(s): Jack Mowat | Asistencia: 30 000 espectadores Árbitro(s): Jack Mowat |

| Bandera de España |
| España            |

## Sudamérica

### Grupo 7
Argentina se retiró y Colombia no participó. Bolivia y Chile clasificaron automáticamente, y los partidos que debían disputar entre ambos se jugaron de todos modos, pero en calidad de amistosos.
| Bandera de Bolivia |  | Bandera de Chile |
| Bolivia            |  | Chile            |

### Grupo 8
Ecuador y Perú se retiraron. Por lo que Uruguay y Paraguay se clasificaron automáticamente.
| Bandera de Uruguay |  | Bandera de Paraguay |
| Uruguay            |  | Paraguay            |

## Norteamérica
| Pos. | Equipo         | Pts. | PJ | G | E | P | GF | GC | Dif. |             |
| ---- | -------------- | ---- | -- | - | - | - | -- | -- | ---- | ----------- |
| 1    | México (C)     | 12   | 4  | 4 | 0 | 0 | 17 | 2  | +15  | Clasificado |
| 2    | Estados Unidos | 4    | 4  | 1 | 1 | 2 | 8  | 15 | −7   | Clasificado |
| 3    | Cuba           | 1    | 4  | 0 | 1 | 3 | 3  | 11 | −8   |             |

 Fuente: rsssf
| Fecha                    | Lugar            |                |                           | Resultado |                           |                |
| ------------------------ | ---------------- | -------------- | ------------------------- | --------- | ------------------------- | -------------- |
| 4 de septiembre de 1949  | Ciudad de México | México         | Bandera de México         | 6-0 (3-0) | Bandera de Estados Unidos | Estados Unidos |
| 11 de septiembre de 1949 | Ciudad de México | México         | Bandera de México         | 2-0 (1-0) | Bandera de Cuba           | Cuba           |
| 14 de septiembre de 1949 | Ciudad de México | Cuba           | Bandera de Cuba           | 1-1 (1-1) | Bandera de Estados Unidos | Estados Unidos |
| 18 de septiembre de 1949 | Ciudad de México | México         | Bandera de México         | 6-2 (3-0) | Bandera de Estados Unidos | Estados Unidos |
| 21 de septiembre de 1949 | Ciudad de México | Estados Unidos | Bandera de Estados Unidos | 5-2 (4-1) | Bandera de Cuba           | Cuba           |
| 25 de septiembre de 1949 | Ciudad de México | México         | Bandera de México         | 3-0 (1-0) | Bandera de Cuba           | Cuba           |

| Bandera de Estados Unidos |  | Bandera de México |
| Estados Unidos            |  | México            |

## Asia
Birmania, Filipinas e Indonesia se retiraron, por lo que India clasificó automáticamente.
La principal hipótesis es que la nación asiática no participó por la obligación impuesta por la FIFA a los jugadores indios de usar zapatos durante el torneo, pero el verdadero  motivo fue porque la federación de fútbol de la por entonces recién independizada nación no tenía los recursos suficientes ni el dinero para costear el traslado de su plantel a Brasil.

## Equipos clasificados
En cursiva, los debutantes en la Copa Mundial de Fútbol.
| Equipos participantes | Equipos participantes | Equipos participantes | Equipos participantes |
| --------------------- | --------------------- | --------------------- | --------------------- |
| Bolivia               | Estados Unidos        | México                | Suiza                 |
| Brasil                | Inglaterra            | Paraguay              | Uruguay               |
| Chile                 | Italia                | Suecia                | Yugoslavia            |
| España                |                       |                       |                       |